# Phat Field Creaters
Phat Field Creators（ファット・フィールド・クリエイターズ）は、日本のデザイン・映像制作企業。藤田尚弘（ふじたたかひろ / Takahiro Fujita / ENGIN#9)により設立された。
本店所在地は愛知県尾張旭市。

## 概要
Phat Field Creatorsの主な事業は、ストリートテイストのデザイン及びWEBデザインである。2020年に「映像制作事業」を追加している。
1999年にNew Yorkにて立ち上げた、ストリート系アパレルブランド「Street Level New York」が前身であり、現在はPhat Field Creatorsの傘下「アパレルデザイン部門」となっている。

## 略歴
1999年、代表の藤田尚弘がストリートブランド「Street Level New York」を立ち上げ、オーナー・デザイナーとしてファッション業界にも参入する。
2010年、ストリートテイストのデザインを中心に、デザイン・WEBデザインを手がける事業として、屋号「Phat Field Creators」を取得。
Street Level New Yorkは、Phat Field Creators傘下のアパレルデザイン部門となる。
主な事業は、チラシやDM等の紙媒体のデザイン、カッティングステッカーによるステッカーデザイン・制作、WEBデザインとなっている。
2020年、傘下の事業に「映像制作」を加え、WEB向け映像制作を開始。ドローンを導入し「ドローン空撮」にも対応する。